# كونتيسة أرتوا
هذه القائمة تحتوي على كونتيسات أرتوا القرينات.

## كونتيسات أرتوا

### أسرة هينو، 1180 - 1190
- لا يوجد.

### أسرة كابيه، 1190–1237
| الصورة | الاسم              | الوالد                                        | الميلاد     | الزواج       | أصبحت الكونتيسة | توقف القرينة                | الوفاة         | الزوج       |
| ------ | ------------------ | --------------------------------------------- | ----------- | ------------ | --------------- | --------------------------- | -------------- | ----------- |
|        | بلانكا من قشتالة   | ألفونسو الثامن ملك قشتالة (إيفريا)            | 4 مارس 1188 | 22 مايو 1200 | 22 مايو 1200    | 8 نوفمبر 1226 وفاة الزوج    | 26 نوفمبر 1252 | لويس الأول  |
|        | مارغريت من بروفانس | ريموند برانجيه الرابع، كونت بروفانس (برشلونة) | ربيع 1221   | 27 مايو 1234 | 27 مايو 1234    | 7 يونيو 1237 صعود ابن حماها | 21 ديسمبر 1295 | لويس الثاني |

### أسرة أرتوا، 1237–1329
| الصورة | الاسم                        | الوالد                                 | الميلاد | الزواج            | أصبحت كونتيسة     | توقف القرينة                   | الوفاة                         | الزوج        |
| ------ | ---------------------------- | -------------------------------------- | ------- | ----------------- | ----------------- | ------------------------------ | ------------------------------ | ------------ |
|        | ماتيلدا من برابانت           | هنري الثاني، دوق برابانت (لوفان)       | 1224    | 14 يونيو 1237     | 14 يونيو 1237     | 8 فبراير 1250                  | 29 سبتمبر 1288                 | روبرت الأول  |
|        | أميسيا دي كورتيناي           | بيتر من كورتيناي، لورد كونش (كورتيناي) | 1250    | 1262              | 1262              | 1275                           | 1275                           | روبرت الثاني |
|        | أغنيس من دامبير، ليدى بوربون | أرشامبو التاسع، لورد بوربون (دامبيير)  | 1237    | قبل 13 يونيو 1277 | قبل 13 يونيو 1277 | 5 سبتمبر 1287 أو 30 يونيو 1288 | 5 سبتمبر 1287 أو 30 يونيو 1288 | روبرت الثاني |
|        | مارغريت من هينو              | جان الثاني، كونت هينو (أفيسنيس)        | -       | 18 أكتوبر 1298    | 18 أكتوبر 1298    | 11 يوليو 1302                  | 19 أكتوبر 1342                 | روبرت الثاني |

### أسرة بورغندي، 1347-1361
| الصورة | الاسم              | الوالد                              | الميلاد       | الزواج       | أصبحت كونتيسة | توقف القرينة              | الوفاة          | الزوج        |
| ------ | ------------------ | ----------------------------------- | ------------- | ------------ | ------------- | ------------------------- | --------------- | ------------ |
|        | مارغريت من دامبيير | لويس الثاني، كونت فلاندرز (دامبيير) | 13 أبريل 1350 | 14 مايو 1357 | 14 مايو 1357  | 21 نوفمبر 1361 وفاة الزوج | 16/21 مارس 1405 | فيليب الثالث |

### أسرة فالوا-بورغندي، 1405-1482
| الصورة | الاسم                | الوالد                                  | الميلاد        | الزواج         | أصبحت كونتيسة             | توقف القرينة              | الوفاة         | الزوج        |
| ------ | -------------------- | --------------------------------------- | -------------- | -------------- | ------------------------- | ------------------------- | -------------- | ------------ |
|        | مارغريت من بافاريا   | ألبرت الأول، دوق بافاريا (فيتلسباخ)     | 1363           | 12 أبريل 1385  | 21 مارس 1405 صعود الزوج   | 10 سبتمبر 1419 وفاة الزوج | 23 يناير 1423  | جان الأول    |
|        | ميشيل دي فالوا       | شارل السادس ملك فرنسا (فالوا)           | 11 يناير 1395  | يونيو 1409     | 10 سبتمبر 1419 صعود الزوج | 8 يوليو 1422              | 8 يوليو 1422   | فيليب الخامس |
|        | بون من أرتوا         | فيليب من أرتوا، كونت أو (أرتوا)         | 1396           | 30 نوفمبر 1424 | 30 نوفمبر 1424            | 17 سبتمبر 1425            | 17 سبتمبر 1425 | فيليب الخامس |
|        | إيزابيلا من البرتغال | جواو الأول ملك البرتغال (أفيس)          | 21 فبراير 1397 | 7 يناير 1430   | 7 يناير 1430              | 15 يوليو 1467 وفاة الزوج  | 17 ديسمبر 1471 | فيليب الخامس |
|        | مارغريت من يورك      | ريتشارد بلنتجنت، دوق يورك الثالث (يورك) | 3 مايو 1446    | 9 يوليو 1468   | 9 يوليو 1468              | 5 يناير 1477 وفاة الزوج   | 23 نوفمبر 1503 | شارل الأول   |

### أسرة هابسبورغ، 1482-1659
| الصورة | الاسم                    | الوالد                                             | الميلاد        | الزواج         | أصبحت كونتيسة            | توقف القرينة                 | الوفاة         | الزوج        |
| ------ | ------------------------ | -------------------------------------------------- | -------------- | -------------- | ------------------------ | ---------------------------- | -------------- | ------------ |
|        | خوانا ملكة قشتالة        | فرناندو الثاني (تراستامارا)                        | 6 نوفمبر 1479  | 20 أكتوبر 1496 | 20 أكتوبر 1496           | 25 سبتمبر 1506 وفاة الزوج    | 12 أبريل 1555  | فيليب السادس |
|        | إيزابيلا من البرتغال     | مانويل الأول ملك البرتغال (أفيس)                   | 24 أكتوبر 1503 | 11 مارس 1526   | 11 مارس 1526             | 1 مايو 1539                  | 1 مايو 1539    | شارل الثاني  |
|        | ماري الأولى ملكة إنجلترا | هنري الثامن ملك إنجلترا (تيودور)                   | 18 فبراير 1516 | 25 يوليو 1554  | 16 يناير 1556 صعود الزوج | 17 نوفمبر 1558               | 17 نوفمبر 1558 | فيليب السابع |
|        | إليزابيث من فرنسا        | هنري الثاني ملك فرنسا (فالوا)                      | 2 أبريل 1545   | 22 يونيو 1559  | 22 يونيو 1559            | 3 أكتوبر 1568                | 3 أكتوبر 1568  | فيليب السابع |
|        | آنا من النمسا            | ماكسيمليان الثاني، إمبراطور روماني مقدس (هابسبورغ) | 1 نوفمبر 1549  | مايو 1570      | مايو 1570                | 26 أكتوبر 1580               | 26 أكتوبر 1580 | فيليب السابع |
|        | إليزابيث البوربونية      | هنري الرابع ملك فرنسا (بوربون)                     | 22 نوفمبر 1602 | 25 نوفمبر 1615 | 31 مارس 1621 صعود الزوج  | 6 أكتوبر 1644                | 6 أكتوبر 1644  | فيليب الثامن |
|        | ماريانا من النمسا        | فرديناند الثالث إمبراطور روماني مقدس (هابسبورغ)    | 24 ديسمبر 1634 | 7 أكتوبر 1649  | 7 أكتوبر 1649            | 5 نوفمبر 1659 معاهدة البرانس | 16 مايو 1696   | فيليب الثامن |

### حاملة اللقب
| الصورة | الاسم                       | الوالد                                     | الميلاد       | الزواج         | أصبحت كونتيسة  | توقف القرينة | الوفاة       | الزوج                |
| ------ | --------------------------- | ------------------------------------------ | ------------- | -------------- | -------------- | ------------ | ------------ | -------------------- |
|        | الأميرة ماري تيريز من سافوي | فيتوريو أميديو الثالث، ملك سردينيا (سفويا) | 31 يناير 1756 | 16 نوفمبر 1773 | 16 نوفمبر 1773 | 2 يونيو 1805 | 2 يونيو 1805 | شارل فيليبي من فرنسا |